# Orthetrum azureum
Orthetrum azureum – gatunek ważki z rodziny ważkowatych (Libellulidae).